# 566
566(오백육십육)은 565보다 크고 567보다 작은 자연수다.

## 수학
- 합성수로, 그 약수는 1, 2, 283, 566이다. 진약수의 합은 286이므로, 566은 부족수다.
  - 178번째 반소수다. 앞의 반소수는 565, 다음 반소수는 573이다.
- {\displaystyle 566=3^{2}+8^{2}+13^{2}+18^{2}}
  - 공차가 5인 네 자연수의 제곱합으로 나타낼 수 있는 수다. 이 성질을 지닌 앞의 수는 486, 다음 수는 654다.
- {\displaystyle 45^{6}-1}은 566으로 나누어떨어진다.

## 과학
- NGC 566(독일어판, 프랑스어판): 물고기자리 방향에 있는 렌즈형은하.
- 566 슈테레오스코피아(영어판): 소행성.

## 교통
- 현도 제566호선

## 군사
- LST-566(영어판): 제2차 세계 대전에 사용된 미국의 전차상륙함.
- U-566(영어판, 독일어판): 제2차 세계 대전에 사용된 나치 독일의 군용 잠수함.

## 문화유산
- 대한민국의 보물 제566호: 유근 초상
- 대한민국의 천연기념물 제566호: 진주 정촌면 백악기 공룡·익룡발자국 화석산지

## 기타
- 연도: 566년, 기원전 566년